# 先住民データガバナンスのためのCARE原則
先住民データガバナンスのためのCARE原則は、先住民の権利と利益に関連するオープンデータプロジェクトへのガイドを目的とした原則の集合体である。CARE原則は、Research Data Allianceの一部であるInternational Indigenous Data Sovereignty Interest Groupによって2019年に作成され、 先住民の権利に関する国連宣言と先住民データ主権とオープンデータに関連する集団的権利を概説している。
CAREは、Collective Benefit（集団的利益）、Authority to Control（管理権限）、Responsibility（責任）、Ethics（倫理）の頭文字をとったものである。CARE原則は、「人および目的志向であり、先住民のイノベーションと自己決定を促進する上でデータが果たす重要な役割を反映している」もので、FAIRデータ（発見可能、アクセス可能、相互運用可能、再利用可能）など他の標準のデータ志向の視点を補完するものとして意図されている。
CARE原則は、Standardised Data on Initiatives (STARDIT)のベータ版に組み込まれている。また、CARE原則は、国連のグローバル・デジタル・コンパクトに提出する際の基礎となった。